# تپه رجب (محوطه شماره ۱۴ حوزه رودخانه بمپور)
تپه رجب (محوطه شماره ۱۴ حوزه رودخانه بمپور) مربوط به هزاره سوم قبل از میلاد است و در شهرستان ایرانشهر، بخش بمپور، دهستان بمپورغربی، ۱/۵ کیلومتری جنوب شرق روستای سیدآباد واقع شده و این اثر در تاریخ ۲۶ دی ۱۳۸۶ با شمارهٔ ثبت ۲۰۶۲۰ به‌عنوان یکی از آثار ملی ایران به ثبت رسیده است.